# لارسمونت (مینه‌سوتا)
لارسمونت (به انگلیسی: Larsmont) یک منطقهٔ مسکونی در ایالات متحده آمریکا است که در شهرستان لیک، مینه‌سوتا واقع شده‌است. لارسمونت  ۱۱۰ نفر جمعیت دارد و ۲۰۳٫۰ متر بالاتر از سطح دریا واقع شده‌است.